# Famille Ghisi
Pour les articles homonymes, voir Ghisi.
 (juillet 2024).
La famille Ghisi (ou Ghigi, Gyzi) est une famille patricienne de Venise, originaire de Padoue ou d'Aquilée et fut une des premières fondatrices de la ville. Elle rejoignit la noblesse en 1310.

## Armes

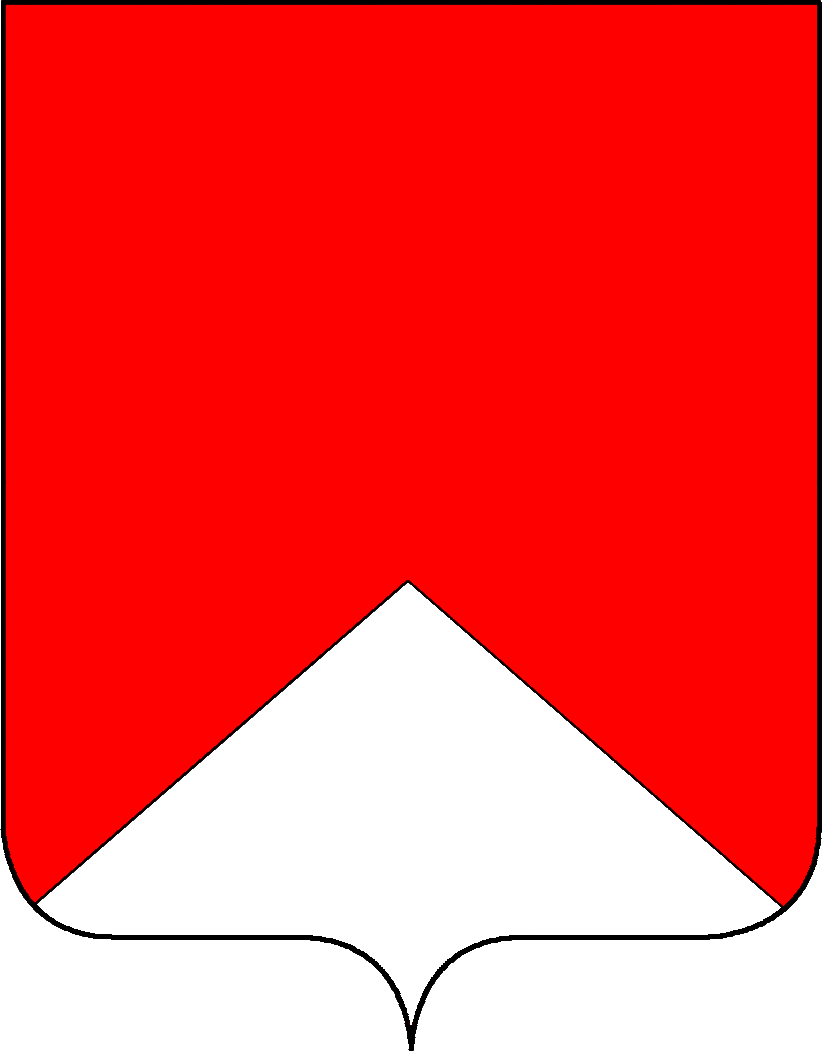
Armes de la famille Ghisi.

Les armes de la famille se blasonnent ainsi Un champ de gueules avec une pointe d'argent.
Les armes d'autres branches ont une bande d'argent chargée de trois grils de sable, en champ de gueules et dans le même champ une barre d'argent chargée de trois demi lunes de sinople.

## Personnalités
- Andrea et Geremia conquirent les îles de Tinos et Mykonos dans les premières années du XIIIe siècle ; certains de leurs successeurs devinrent tierciers de l'île de Négrepont et acquirent des terres et des fonctions dans la principauté d'Achaïe, dont
- Bartolomeo Ier Ghisi, seigneur de Tinos et Mykonos (XIVe siècle).
- Bartolomeo II Ghisi, seigneur de Tinos et Mykonos et tiercier de Négrepont (XIVe siècle).
- Giorgio Ier Ghisi, seigneur de Tinos et Mykonos, baron de Chalandrítsa puis tiercier d'Eubée du chef de ses épouses successives (XIVe siècle).
- ? Diana Scultori Ghisi, sculptrice.